# Michał Asanka-Japołł
Michał Asanka-Japołł (ur. 17 września 1885 w Podegrodziu na Sądecczyźnie, zm. 9 czerwca 1953 w Krakowie) – pedagog, literat, publicysta.
Wychowany w atmosferze domu nauczycielskiego (jego ojciec był kierownikiem szkoły w Starym Sączu), wyniósł stamtąd umiłowanie do literatury – i do beskidzkiego krajobrazu. Po ukończeniu gimnazjum studiował filologię germańską w Monachium, podejmując stamtąd liczne podróże po Austrii i Włoszech. Przebywał w tym czasie wiele w towarzystwie Stanisława Przybyszewskiego, pod jego wpływem zaczął pisać i publikować poezje i szkice literackie. Poznał wielu literatów i artystów, nauczył się języka włoskiego. Wciągnięty w sieć intryg przeciwko żonie Przybyszewskiego, Jadwidze, opuścił Monachium (pewne szczegóły tych zdarzeń wraz z nazwiskiem samego Japołła znalazły się później w wydanej w 1924 r. Czarodziejskiej Górze Tomasza Manna).
Po studiach polonistycznych na Uniwersytecie Jagiellońskim pracował jako nauczyciel gimnazjalny w Kałuszu (od 1914 r.), Jaśle (od 1917 r.) i Krakowie (od 1921 r.). Za odmowę współpracy politycznej z Bezpartyjnym Blokiem Współpracy z Rządem został karnie przeniesiony do Dębicy. W latach 1928–1932, za namową księdza Józefa Londzina, zamieszkał w Cieszynie, gdzie pracował jako nauczyciel języka polskiego, łaciny i greki w obu tamtejszych gimnazjach.
Lata wojny przeżył w Krakowie. Nękany ciągłymi rewizjami, które spustoszyły jego zbiory, w obawie o życie swego syna, więzionego przez hitlerowców, został zmuszony do zniszczenia praktycznie wszystkich pamiątek, dokumentów rodzinnych i korespondencji. Z tego powodu zachowało się bardzo niewiele archiwaliów, związanych bezpośrednio z jego osobą. Przeżycia wojenne spowodowały, że podupadł na zdrowiu. Po wojnie publikował już niewiele. Choroba oczu wyłączyła go z aktywnej działalności. Zmarł już w całkowitej ślepocie.
Michał Asanka-Japołł nie był autorem oryginalnym, torującym drogę awangardowym formom i kierunkom literackim. Nie hołdował żadnemu określonemu programowi ideowemu. Był raczej epigonem wcześniejszych epok. W swych poezjach wyraźnie nawiązywał do modernizmu, natomiast w prozie świadomie kierował się intencjami pozytywistycznymi.
W latach międzywojennych Asanka-Japołł był gorącym rzecznikiem polsko-włoskiego zbliżenia kulturalnego. Popularyzował w Polsce włoską literaturę, m.in. przez wydanie antologii Mową włoskich poetów (1922), zawierającej jego własne, wysoko ocenione przekłady poezji włoskiej. Pisał o Polsce w prasie włoskiej, m.in. w Corriere della Sera.
W okresie studiów w Krakowie poznał malarza Ludwika Konarzewskiego (seniora), który później osiedlił się w Istebnej. Od połowy lat 20. Asanka-Japołł spędzał corocznie wraz z rodziną wakacje w willi Konarzewskich na istebniańskim Buczniku. Tu zaprzyjaźnił się z malarzem Janem Wałachem, księdzem-poetą Emanuelem Grimem, ludowym poetą Michałem Juroszkiem. Poznał wielu prostych górali, uległ czarowi ich gwary, zwyczajów, strojów i sztuki. Swe wrażenia z Beskidów publikował w prasie krakowskiej, warszawskiej a nawet włoskiej. Na wątkach zaczerpniętych z cieszyńsko-beskidzkiej góralszczyzny osnuł opowiadania opublikowane w tomiku "Grajek z Jasnowic" (1928).
W okresie pobytu w Cieszynie dużo wędrował po śląskich Beskidach, szczególnym sentymentem darząc zwłaszcza poznaną już wcześniej Istebną. Pisał: "Istebna, Istebna! Kraina złud i rzeczywistej potęgi piękna (...). Tam krąg naszych marzeń, tam pieśń nad pieśniami nasza...".
Rozwinął ożywioną działalność społeczną, kulturalną i publicystyczną. Współpracował z cieszyńskimi pismami: Gwiazdka Cieszyńska, Dziennik Cieszyński, Głos Ludu Śląskiego. Wchodził także przez pewien czas w skład kolegium redakcyjnego Zarania Śląskiego. Utrzymywał kontakty z Jerzym Proboszem, Ernestem Farnikiem, Władysławem Kubiszem oraz z mieszkającym w tym czasie w Cieszynie Julianem Przybosiem.

## Publikacje Michała Asanki-Japołła
- Uśmiech Sokratesa (1917, tom opowiadań)
- Geniusz Henryka Sienkiewicza (1916, szkic literacki)
- Gdzież nasze słońce (1920, tom wierszy)
- Mową włoskich poetów (1922, antologia poezji włoskiej)
- Trembowelska gloria (1925, romans historyczny z przedmową Stefana Żeromskiego)
- Grajek z Jasnowic (1928, tomik opowiadań regionalnych)
- Złoty okręt (1930-1931, powieść w odcinkach w Dzienniku Chicagoskim)